# Bryum striatum
Bryum striatum là một loài rêu trong họ Bryaceae. Loài này được Hedw. L. ex With. mô tả khoa học đầu tiên năm 1801.